# 爱莉克斯·凡斯

艾莉絲·凡斯

艾莉絲·凡斯（Alyx Vance），Valve公司開發的第一人稱射擊系列遊戲《戰慄時空2》的人物之一。她是一個二十多歲的年輕女性，在反抗合成人和其領導者瓦勒斯·布林博士的殖民行為方面做出了卓越的貢獻。

## 家庭
艾莉絲·凡斯是伊萊·凡斯博士的女儿，伊萊博士是高登·弗里曼在黑山研究所的同事。她的母亲，阿齐安（Azian），曾经出现在东黑山的一张照片内，由于在后续游戏中都没有出现她的身影，玩家推测其已经在黑山事件中不幸遇难。伊萊只是说，艾莉絲和这张相片是他从黑山带出来的仅有的两样物件。

## 人格和技能
从艾莉絲在游戏早期中的亮相来看，她是一个具有强烈同情心和让人喜爱的角色。她显然非常聪明，在三个顶尖的物理学家（她父亲、朱迪斯·莫斯曼博士和艾薩克·克萊納博士）周围工作就是一个证明。她也展示了自己不受拘束的热情，不仅表现在她反抗合成人的行为上，更反映在她不接受莫斯曼博士强迫她承认是由于自己的错误造成实验失败的事件中。艾莉絲还保留一些童心，并且具有幽默感。
艾莉絲是一个非常有能力的駭客，她闯进了合成人的电脑系统，并且打开了安全门。她使用一把手枪和一个叫不上名字来的武器，让她和高登一起通过游戏第一关。
除了艾莉絲友好的天性外，她也显示了自己对莫斯曼博士的敌意，因为莫斯曼俨然把自己当成救出她父亲的恩人。

## 宠物：狗狗

爱丽克斯·凡斯和“大狗”

当艾莉絲还是个小孩子的时候，她父亲做了一个名叫作“狗狗”的机器人来保护她。随着艾莉絲的慢慢成长，她“升级”了狗狗，让它从一个1米的小机器人变成了一个3米的庞然大物。就像它的名字一样，大狗是绝对忠诚的，而且是一个充满智慧的宠物一样的机器人。这个机器狗在数次紧急关头帮助弗里曼解围，在“我们不去渡鴉市”一关内，大狗打开了通往渡鴉市的通道。后来的游戏中，狗狗用它不可思议的力量帮助弗里曼一行人进入了联合军大本营。
狗狗体内没有轻型武器，或者说狗狗不能使用它们（它的狗爪子太大了）。狗狗的武器就是力量，可以轻松举起很重的物体，或者使用重力枪来抑制敌人的行动、拾起小的东西。他坚固的外壳能抵御突袭步枪或者其他轻机枪的子弹。

## 亮相
艾莉絲比任何角色帮助弗里曼都要多和直接。戰慄時空2第一关“插入点”中，艾莉絲把弗里曼从城市保安隊的棍下救了出来，当时弗里曼还没有穿上他的HEV防护服。后来在东黑山研究所内，她送给弗里曼一把重力枪，演示了它的用法。在“糾結”一关中，她在諾瓦廣場内寻找她被抓的父亲。她和高登一起在17号城对抗合成人。
在黑色高地東區内，艾莉絲和莫斯曼博士闹得很僵。艾莉絲对莫斯曼的厌恶在后来看起来是正确的：莫斯曼出卖了他们。但是在“暗能量”关卡中，莫斯曼解释了她的行动，两个女人也一笑泯恩仇。
在戰慄時空2的结尾，艾莉絲和高登一起经历了暗能量的爆炸。G-Man救下了高登，而艾莉絲在見著暗能量爆炸時，只見她用一只胳膊遮住眼前強光，當下…一切靜止…

## 聲音和外型
- 艾莉絲的配音者是莫蕾·丹德里奇（Merle Dandridge），外形則由拉米·穆勒恩（Jamil Mullen）提供。
- 中文版（臺灣）配音是由知名配音員蔣篤慧擔任。